# 1913 a jogalkotásban
1913-ban az alábbi jogszabályokat alkották meg:

## Magyarország

### Törvények
- 1913. évi I. törvénycikk A hajóösszeütközésekre, továbbá a tengeri segélynyujtásra és mentésre nézve bizonyos szabályok egységesitése czéljából az 1910. évi szeptember hó 23-ik napján Bruxellesben létrejött két nemzetközi egyezmény és a rájuk vonatkozó aláirási jegyzőkönyv becikkelyezéséről
- 1913. évi II. törvénycikk A nyiregyháza-vidéki kisvasutak részvénytársaság engedélyokiratainak egyesitése tárgyában
- 1913. évi III. törvénycikk A pécs-dolnji-miholjáci helyi érdekü vasut engedélyezése tárgyában
- 1913. évi IV. törvénycikk A félegyháza-majsa-halasi helyi érdekü vasut részvénytársaság vasutvonalaira egységes engedélyokirat kiadása tárgyában
- 1913. évi V. törvénycikk Az ipari és kereskedelmi alkalmazottaknak a tüdővész elleni védelmére létesitendő intézmények czéljaira, közművelődési czélok támogatására és a Budapesti Poliklinikai Egyesület által létesitendő kórház czéljára engedélyezendő nyereménykölcsönről
- 1913. évi VI. törvénycikk Az 1909. évi VII., VIII., IX. és X. törvénycikkek, valamint az 1912. LIII. tc. némely határozata életbeléptetésének elhalasztásáról és az ezzel kapcsolatos rendelkezésekről
- 1913. évi VII. törvénycikk A fiatalkorúak biróságáról
- 1913. évi VIII. törvénycikk Az ipari tulajdon védelmére Washingtonban 1911. évi június hó 2-án aláírt nemzetközi megegyezések beczikkelyezéséről
- 1913. évi IX. törvénycikk A Bega csatornának a temes-begavölgyi vizszabályozó társulat ármentesitése érdekében is szükséges rendezéséről szóló 1902:XXII. tc. módositása tárgyában
- 1913. évi X. törvénycikk Az osztatlan közös legelőkről
- 1913. évi XI. törvénycikk Az elemi csapások által sujtott tokaji borvidéki szőlőtulajdonosok segélyezése tárgyában
- 1913. évi XII. törvénycikk A találmányi szabadalmakról, továbbá a védjegyek oltalmáról szóló törvényeknek az ipari tulajdon védelmére az 1911. évben létrejött nemzetközi megegyezése folytán szükséges módositása és kiegészitése tárgyában
- 1913. évi XIII. törvénycikk A lóversenyeknél az üzletszerü vagy nyilvános fogadásokat és a kölcsönös fogadások közvetitését szabályozó 1894:XXIX. tc. módositásáról
- 1913. évi XIV. törvénycikk Az országgyűlési képviselők választásáról
- 1913. évi XV. törvénycikk Az állami elemi népiskolai tanitók illetményeinek rendezéséről
- 1913. évi XVI. törvénycikk A községi és hitfelekezeti elemi népiskolai tanitók illetményeinek rendezéséről
- 1913. évi XVII. törvénycikk A kereskedelmi utazók tekintetében Svédországgal az 1911. évi junius hó 22-én létrejött "Nyilatkozat" beczikkelyezéséről
- 1913. évi XVIII. törvénycikk   A vízjogról szóló 1885:XXIII. tc. kiegészitéséről és módositásáról
- 1913. évi XIX. törvénycikk A Japánnal 1912. évi október hó 28-án kötött kereskedelmi és hajózási szerződés beczikkelyezéséről
- 1913. évi XX. törvénycikk Az Országos Gazdasági Munkáspénztárról és a gazdasági cselédek, valamint a gazdasági gépmunkások baleset esetére való biztositása és betegség esetében való ellátása tekintetében irányadó törvényes rendelkezésekről
- 1913. évi XXI. törvénycikk A közveszélyes munkakerülőkről
- 1913. évi XXII. törvénycikk Ágyugyár felállitásáról
- 1913. évi XXIII. törvénycikk A választói jog büntetőjogi védelméről
- 1913. évi XXIV. törvénycikk A szeszkontingens biztositása tárgyában
- 1913. évi XXV. törvénycikk A budapesti központi kir. járásbíróság felállításáról és egyéb szervezeti szabályokról
- 1913. évi XXVI. törvénycikk Az állami költségvetési év kezdetének megváltoztatásáról
- 1913. évi XXVII. törvénycikk A Budapest székesfőváros területéről kiinduló, villamos üzemre berendezett helyi érdekü vasutak szállitási adója tárgyában
- 1913. évi XXVIII. törvénycikk Az Adriai magyar királyi Tengerhajózási Részvénytársasággal kötött egyezmény beczikkelyezéséről
- 1913. évi XXIX. törvénycikk A kisajátitásról szóló 1881. évi XLI. törvénycikk 2., 4. és 22. §-ának kiegészitéséről
- 1913. évi XXX. törvénycikk A szatmár-nagybányai helyiérdekü vasut-részvénytársaság engedélyokiratainak s engedélyokirati függelékeinek egyesitése tárgyában
- 1913. évi XXXI. törvénycikk A dunántúli, zalavölgyi és körmend-zalalövő-őriszentpéter-muraszombati (Magyar délnyugati) helyiérdekü vasut részvénytársaságok vasutvonalai engedélyokiratainak egyesitése és a zalalövő-zalaegerszegi, valamint a zalabér-sárvár-bük-kőszegi helyiérdekü vasutak engedélyezése tárgyában
- 1913. évi XXXII. törvénycikk A közösügyi kiadásokból a magyar szent korona országaira eső, de törvényhozásilag még nem engedélyezett összegeknek, mint a magyar szent korona országát terhelő kiadásoknak törvénybeiktatásáról
- 1913. évi XXXIII. törvénycikk Némely kincstári ingatlanok eladásáról és illetőleg elcseréléséről
- 1913. évi XXXIV. törvénycikk A király megsértéséről és a királyság intézményének megtámadásáról
- 1913. évi XXXV. törvénycikk A hajdudorogi görög katholikus püspökségről
- 1913. évi XXXVI. törvénycikk Az üzleti záróráról
- 1913. évi XXXVII. törvénycikk Az elemi népiskolai oktatás ingyenességéről szóló 1908. évi XLVI. tc. 7. §-ának kiegészitéséről
- 1913. évi XXXVIII. törvénycikk A lelkészi illetményeknek korpótlékok utján való emeléséről
- 1913. évi XXXIX. törvénycikk Az állami óvónők illetményeinek rendezéséről
- 1913. évi XL. törvénycikk A nem állami óvodák jogviszonyairól és a községi és hitfelekezeti óvónők illetményeinek rendezéséről
- 1913. évi XLI. törvénycikk Az önálló gazdasági népiskolai szaktanitók és szaktanitónők illetményeinek rendezéséről
- 1913. évi XLII. törvénycikk Az aldunai III., IV. és V. számu öbölzetek ármentesitéséről
- 1913. évi XLIII. törvénycikk Az első két nemzetközi békeértekezleten megállapitott több egyezmény és nyilatkozat beczikkelyezése tárgyában
- 1913. évi XLIV. törvénycikk Az 1906. évi február hó 13. napján Portugállal kötött választott birósági egyezmény beczikkelyezése tárgyában
- 1913. évi XLV. törvénycikk Az 1909. évi január hó 15. napján az Amerikai Egyesült Államokkal kötött választott bírósági egyezmény beczikkelyezése tárgyában
- 1913. évi XLVI. törvénycikk Az 1910. évi julius hó 16. napján Nagybritannia és Irhon egyesült királysággal kötött választott bírósági egyezmény beczikkelyezése tárgyában
- 1913. évi XLVII. törvénycikk Az 1910. évi október hó 19. napján a Braziliai Egyesült Államok Köztársaságával kötött választott bírósági egyezmény beczikkelyezése tárgyában
- 1913. évi XLVIII. törvénycikk A kórházhajókról szóló nemzetközi egyezmény beczikkelyezése tárgyában
- 1913. évi XLIX. törvénycikk Szilágy vármegyének 5%-ot meghaladó vármegyei pótadó kivetésére adandó felhatalmazásról
- 1913. évi L. törvénycikk Máramaros vármegyének 5%-ot meghaladó vármegyei pótadó kivetésére adandó felhatalmazásról
- 1913. évi LI. törvénycikk Kézdivásárhelyről a kir. törvényszéknek Sepsiszentgyörgyre áthelyezése tárgyában
- 1913. évi LII. törvénycikk A vármegyei választott tisztviselők megbizatásának meghosszabbitásáról
- 1913. évi LIII. törvénycikk Az egységes bírói és ügyvédi vizsgáról
- 1913. évi LIV. törvénycikk A konzuli biráskodás szabályozásáról szóló 1891:XXXI. tc. hatályának újabb meghosszabbítása tárgyában
- 1913. évi LV. törvénycikk A dráva-száva vidéki egyesült helyi érdekü vasutak részvénytársaság engedélyokirati függelékének egyesítése tárgyában
- 1913. évi LVI. törvénycikk A léva-nagysurányi helyi érdekü vasut engedélyezése tárgyában
- 1913. évi LVII. törvénycikk Szolnok-Doboka vármegyének 5%-ot meghaladó vármegyei pótadó kivetésére adandó felhatalmazásról
- 1913. évi LVIII. törvénycikk Trencsén vármegyének 5%-ot meghaladó vármegyei pótadó kivetésére adandó felhatalmazásról
- 1913. évi LIX. törvénycikk Máramaros vármegyének 5%-ot meghaladó vármegyei pótadó kivetésére adandó felhatalmazásról
- 1913. évi LX. törvénycikk A községi és körjegyzők, valamint a segédjegyzők illetményeinek szabályozásáról